# Кузик Констянтин
Кузик Констянтин (псевдоніми: Кость Джуринка (від назви річки, яка протікає через село Джурин на Тернопільщині), "Подруцький", Джуринський; 1909—1989) — педагог, письменник, літературо - і мистецтвознавець, фольклорист, публіцист, перекладач, редактор (Польща).

## Життєпис
Констянтин Кузик народився 15 лютого 1909 року в с. Джурин Чортківського повіту. Є родичем по материній лінії Євгена Барана.
У 1928 році закінчив Державну учительську Семінарію у Чорткові. Працював у Дубнівському повіті (1928—1940 рр.). З 1936 — службовець інструкторського відділу українських кооперативів у Луцьку. Вчителював у Станиславові та Самборі з 1940 р.
Двічі мобілізований до Радянської армії. Під час Другої світової війни був у полоні.
У 1946 році переїжджає до Польщі.
Помер 27 вересня 1989 року у м. Кракові.

## Творчість
Кузик є зачинателем літературної критики Українського суспільно-культурного товариства у Польщі. 
1964 р. у Варшаві виходить літературна антологія УСКТ «Гомін» за редакцією Костя Кузика, у ній надруковано твори 43 авторів. Сам редактор мотивував видання антології тим, що в Польщі «щораз ширше розгортається культурна робота, діють українські школи, українська мова вивчається в багатьох гуртках при польських школах, українське слово звучить по радіо, працюють численні гуртки художньої самодіяльності.
Костянтин Кузик, журналіст і редактор «Українського календаря» у Польщі (1968 р.)
Кость Кузик — автор чудових біографічних повістей про Тараса Шевченка, Івана Франка, Лесю Українку, Миколу Лисенка, Карла Шимановського, польського композитора та видатного піаніста.

## Творчий спадок
посібник "Читанка"